# Nephelomys pectoralis
Nephelomys pectoralis là một loài động vật gặm nhấm trong chi Nephelomys của họ chuột Cricetidae. Chúng là loài bản địa có phạm vi phân bố là 40 dặm (64 km) về phía tây của thành phố Popayan, Sở Cauca, Colombia, ở độ cao 10.340 feet (3.150 m). Nhà động vật học người Mỹ Joel Asaph Allen lần đầu tiên mô tả nó vào năm 1912 trên cơ sở 112 mẫu vật từ một số địa điểm trong Cordillera Occidental. Ông đã phân loại nó như một loài trong chi Oryzomys, Oryzomys pectoralis, nhưng sau đó đã gieo vào loài Oryzomys albigularis. Khi loài này được chuyển sang chi mới Nephelomys năm 2006, Nephelomys pectoralis được công nhận là một loài riêng biệt.

## Đặc điểm
Nephelomys pectoralis lớn hơn nhiều loài Nephelomys khác, nhưng nhỏ hơn Nephelomys maculiventer. Phía trên của nó có màu nâu vàng và ở hai bên có một đường màu vàng khác biệt. Những mẫu vật của cá thể non hơn có thể có một số lông đen xen kẽ trong lông của các phần trên. Các sợi lông của các phần dưới có màu xám ở các đáy và màu trắng ở đầu, nhưng ở những vùng có kích thước khác nhau trên ngực có màu trắng hoàn toàn. Các phần dưới sẽ trở nên lợt hơn theo độ tuổi.
Đôi tai trần có màu nâu tối. Đuôi có màu xám nhạt và hầu như không có sự khác biệt về màu sắc giữa phần trên và phần dưới. Cá thể vị thành niên có màu nâu đậm đến đen, với phần dưới màu xám đậm màu, ngoại trừ miếng vá trắng được xác định rõ ở ngực. Trong 41 mẫu thu thập được thì tổng chiều dài dao động từ 300 đến 330 mm (11,81 đến 12,99 inch), chiều dài đầu và thân từ 136 đến 166 milimet (5,35 đến 6,5 inch), chiều dài chân sau từ 33,5 đến 38 mm (1,32 đến 1,50 in), và chiều dài của hộp sọ từ 34 đến 37 milimet (1,34 đến 1,46 in).